# Американское вакуумное общество
Американское вакуумное общество (англ. American Vacuum Society, AVS) — некоммерческое научное общество, обеспечивающая связь между исследовательскими центрами и индустрией с целью распространения знаний в области новых технологий. Основано 18 июня 1953 года.

## Состав
По состоянию на 2010 год в общество входит около 4500 членов со всего мира. Обществом проводится ежегодный симпозиум и ряд конференций и встреч.

### Подразделения
В состав общества входит десять подразделений
Подразделение передовой поверхностной инженерии (англ. Advanced Surface Engineering Division, ASED)
- дуговое, электронно-лучевое, ионно-лучевое и плазменное плавление
- твёрдые покрытия
- высокотемпературные покрытия

Подразделение прикладной поверхностной науки (англ. Applied Surface Science Division, ASSD)
- твёрдотельные физика и химия
- материаловедение
- коррозия и износ
- количественный анализ поверхностей и глубинный профайлинг

Подразделение биоматериальных интерфейсов (англ. Biomaterial Interfaces Division, BID)
- белково-твердотельные и поверхностные взаимодействия
- биосенсорные и биологические интерфейсы
- биология на наномасштабах
- искусственные биосистемы такие, как органы, кости и клеточные сети

Подразделение электронных материалов и их обработки (англ. Electronic Materials and Processing Division, EMPD)
- кремниевые и смешанные полупроводники
- технологии изготовления
- поверхностная химия полупроводников, металлов и изоляторов

Подразделение магнитных интерфейсов и наноструктур (англ. Magnetic Interfaces and Nanostructures Division, MIND)
- микромагнитное моделирование и построение изображений
- материалы для магнитной записи
- технологии спинтронных устройств
- магнитные полупроводники
- тонкие магнитные плёнки и наноструктуры
- магнетизм поверхностей и интерфейсов

Подразделение наномасштабной науки (англ. Nanometer-Scale Science and Technology Division, NSTD)
- нанопроизводство и манипуляция атомами
- химия, физика и метрология наноструктур
- наномасштабные методы и анализ
- нанотехнологии и микромашины

Подразделение плазменных науки и технологий (англ. Plasma Science and Technology Division, PSTD)
- плазменная диагностика и моделирование
- плазменные источники и технологии
- взаимодействие с плазменной поверхностью
- плазменное производство

Подразделение поверхностной науки (англ. Surface Science Division, SSD)
- поверхностные взаимодействия с электронами, ионами, атомами и фотонами
- взаимодействия газов с твёрдыми телами
- геометрические структуры поверхности

Подразделение тонких плёнок (англ. Thin Film Division, TFD)
- электрические и механические свойства плёнок
- технологии приготовление тонких плёнок
- эпитаксиальные, нуклеационные и химические свойства
- развитие производства и его масштабирование

Подразделение вакуумных технологий (англ. Vacuum Technology Division, VTD)
- измерение и анализ вакуума
- технологии откачки
- дегазация и загрязнения

## Издательская деятельность
Одной из основных деятельностей общества является издание ряда научных журналов, которые включают в себя:
| Журнал                                   | Сокращение              | Импакт-фактор (2009) | Годы      | Предыдущие названия | Область                          |
| ---------------------------------------- | ----------------------- | -------------------- | --------- | ------------------- | -------------------------------- |
| Journal of Vacuum Science & Technology   | J. Vac. Sci. Technol.   |                      | 1964—1982 |                     | Технологии                       |
| Journal of Vacuum Science & Technology A | J. Vac. Sci. Technol. A | 1,173 (2008)         | с 1983    |                     | Вакуум, поверхности и плёнки     |
| Journal of Vacuum Science & Technology B | J. Vac. Sci. Technol. B | 1,445 (2008)         | с 1983    |                     | Микроэлектроника, наностуктуры   |
| Surface Science Spectra                  | Surf. Sci. Spectra      |                      | с 1992    |                     | Спектральные данные поверхностей |
| Biointerphases                           |                         | 2,347                | с 2006    |                     | Биоинтерфейсы                    |

## Медали и премии
Американское вакуумное общество присуждает ряд научных медалей и премий за достижения в различных областях науки и техники:
Профессиональные награды
- Премия Медарда Уэлча[англ.] — за исключительный вклад в развитие областей знаний в области интересов AVS
- Премия Гаид-Ленгмюра — за исключительные открытия в области интересов AVS
- Премия Альберта Неркена — за исключительный вклад в разрешение технологических проблем в области интересов AVS
- Премия в память о Джоне Торнтоне — за исключительный вклад в исследования или технологические инновации в области интересов AVS, с акцентом на области исследования тонких плёнок, плазменного производства и т. п., сопровождается традиционной лекцией лауреата
- Премия в память о Питере Марке — за исключительные теоретические или экспериментальные работы молодых учёных или инженеров

Технические награды
- Премия Джорджа Ханьо — за исключительные достижения в технической поддержке исследований или разработок в области интересов AVS

Студенческие награды
- Премия Дороти и Эрла Хоффман
- Премия Нелли Йео Уеттен — вручается только женщинам
- Премия Рассела и Сигурда Вариан
- Стипендия Дороти и Эрла Хоффман
- Премия за студенческие исследования

## История
Американское вакуумное общество (англ. American Vacuum Society, AVS) основано в 1953 году.
В 1976 году общество присоединяется к Американскому институту физики.